# (11504) Kazo
(11504) Kazo ist ein Asteroid des Hauptgürtels, der am 21. Januar 1990 von den japanischen Astronomen Tsutomu Hioki und Shūji Hayakawa an der Sternwarte in Okutama (IAU-Code 877) bei Tokio entdeckt wurde.
Der Asteroid wurde am 9. Mai 2001 nach der für ihre Karpfenfahnen bekannten Stadt Kazo in der Präfektur Saitama benannt.